# McKellar (cratère lunaire)
McKellar est un cratère d'impact lunaire situé sur la face cachée de la Lune et ne peut donc pas être observé directement depuis la Terre. Il se trouve au sud-ouest du cratère Crookes, et la structure rayonnée de cet impact couvre le sol et les côtés de McKellar. Au sud se trouve le cratère Bok, légèrement plus petit.
Ce cratère est quelque peu érodé, avec un petit cratère sur sa bordure nord-ouest. Le sol intérieur est à peu près plan, mis à part un groupe de trois crêtes situées au nord et à l'ouest du centre du cratère. Juste au sud du cratère se trouve une zone ayant une surface de fort albedo, ce qui est généralement interprété comme une indication que l'impact est relativement récent.

## Cratères satellites
Par convention, sur les cartes lunaires, ces caractéristiques sont identifiées en plaçant la lettre sur le côté du centre du cratère le plus proche de McKellar.
| McKellar | Latitude | Longitude | Diamètre |
| -------- | -------- | --------- | -------- |
| B        | 13,1° S  | 169,1° O  | 16 km    |
| S        | 16,0° S  | 173,3° O  | 23 km    |
| T        | 15,1° S  | 173,0° O  | 45 km    |
| U        | 13,9° S  | 174,5° O  | 37 km    |